# Belzlmühle
Belzlmühle (früher auch „Bölzelmühle/Bölzlmühle“) ist ein Gemeindeteil der Gemeinde Mühlhausen im Landkreis Neumarkt in der Oberpfalz.

## Lage
Die Mühle (eine Einöde) liegt an der Sulz nördlich des Gemeindesitzes und nördlich von Ellmannsdorf, einem weiteren Gemeindeteil von Mühlhausen. Nördlich der Mühle mündet der Wiefelsbach in die Sulz.

## Geschichte
Die Mühle wurde vermutlich erst nach dem Dreißigjährigen Krieg errichtet, da sie auf einer Landkarte von 1613 noch nicht eingezeichnet ist. Sie gehörte den Sulzbürg-Wolfsteiner Grafen und war ihrem Amt Sulzbürg untertan. Hochgerichtlich unterstand sie dem kurfürstlich-bayerischen Schultheißenamt Neumarkt. Nach dem Erlöschen des wolfsteinischen Geschlechts 1740 wurde die Mühle unter Kurfürst  Karl I. Albrecht wittelsbachischer Besitz. An Privatleute veräußert, war die Mühle von 1770 bis 1904 in Besitz der Müllerfamilie Kirzinger, danach bis heute in Besitz der Familie Braun.
Im Königreich Bayern kam die Mühle zum Steuerdistrikt Sulzbürg und mit dem Gemeindeedikt von 1818 zur Ruralgemeinde Mühlhausen. Dort verblieb sie bis heute. Gepfarrt war sie nach Sulzbürg.
Die Mühle war mit einem Mahlgang ausgestattet, wie für 1836 berichtet wird; sie war eine von sechs Mühlen, die die Sulz antrieb. Wie üblich, war der Müller auch Ökonom. So hatte er 1873 an Großvieh zwei Pferde und zehn Rinder.
Der Mahlbetrieb lief bis nach dem Zweiten Weltkrieg. Zuletzt wurde nur noch für die Bauern geschrotet und mit einer Turbine Strom erzeugt.

### Einwohnerzahlen
- 1861: 10 (6 Gebäude)[8]
- 1871: 08 (4 Gebäude)[7]
- 1900: 09 (3 Wohngebäude)[9]
- 1938: 05[10]
- 1961: 06 (1 Wohngebäude)[11]
- 1987: 06 (1 Wohngebäude, 1 Wohnung)[1]

## Verkehr
Die Mühle liegt östlich der Kreisstraße NM 12 zwischen Ellmannsdorf und Rocksdorf.